# Oftalmologia

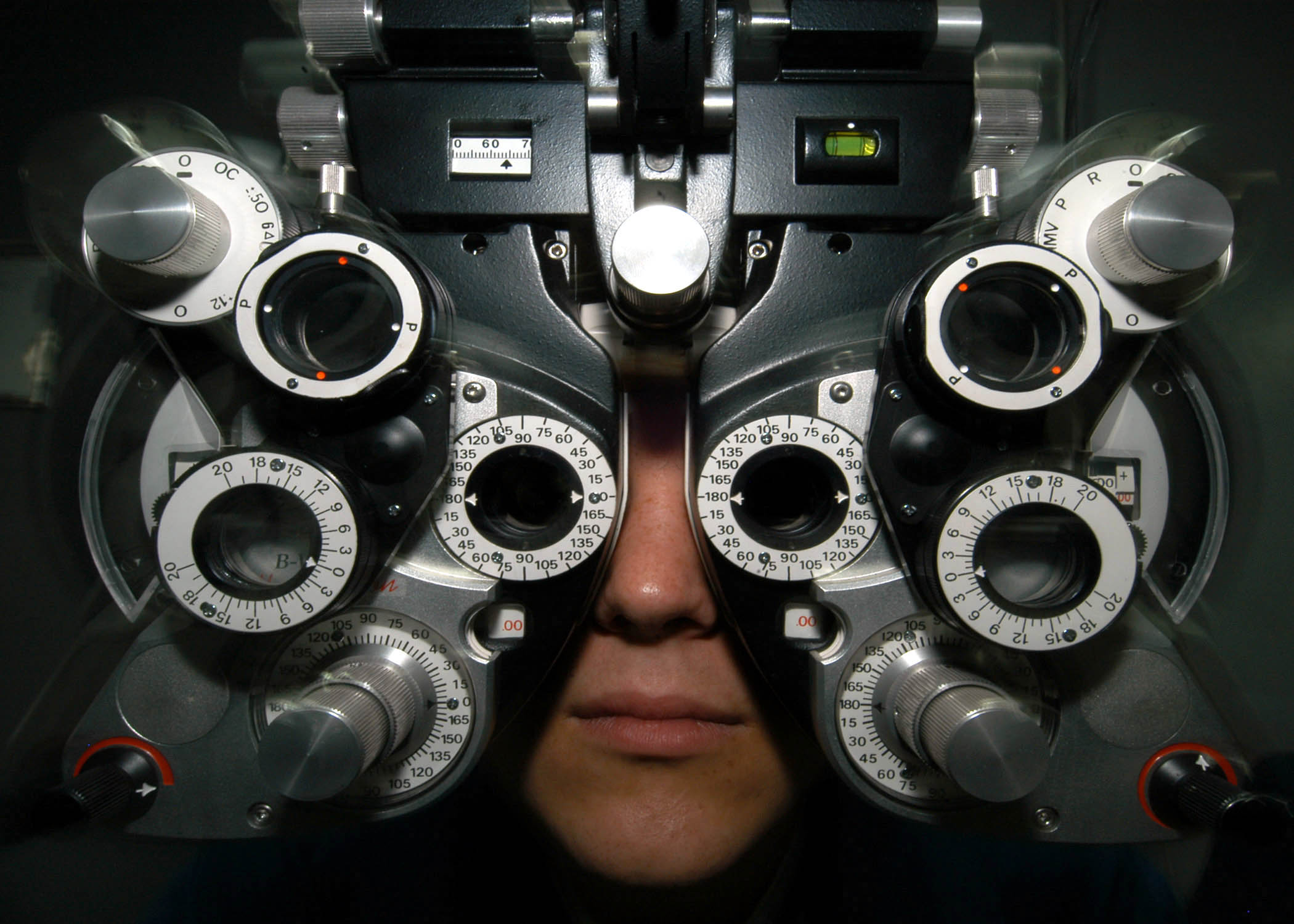
Refrator de Greens, usado para teste de lentes

A oftalmologia (grego: ophthalmós (olho) + logos (estudo): estudo do olho) é uma especialidade da medicina que estuda e trata as doenças relacionadas ao olho, à refração e aos olhos e seus anexos. O médico oftalmologista realiza cirurgias, prescreve tratamentos e correções para os distúrbios de visão. A oftalmologia tem várias sub-especialidades, entre elas a oftalmo-pediatria, a plástica ocular, doenças orbitárias, doenças das vias lacrimais, o estrabismo, o glaucoma, a cirurgia refrativa, retina, córnea, etc.

## Etimologia
A palavra "oftalmologia" vem da raiz grega ὀφθαλμός, ophthalmos, ou seja, "olho" -λoγία, -logia, ,isto é, "estudo de, discurso"; literalmente significa "a ciência dos olhos". Como uma disciplina, aplica-se também aos olhos de animais, uma vez que as diferenças da prática humana são surpreendentemente menores e estão relacionadas principalmente a diferenças na anatomia ou prevalência, não as diferenças entre os processos da doença.

## Visão geral
A oftalmologia, como parte da medicina e especialidade médica, é dedicada ao estudo, diagnóstico e tratamento de doenças e erros de refração apresentados pelo olho, oculística e oftalmiatria. Seu estudo envolve doenças como astigmatismo, ambliopia, catarata, degeneração macular, pterígio, toxoplasmose e tumores oculares.

## Oftalmologia no Brasil
Com os registros de primeiras cirurgias oculares na Babilônia, em 1685 a.C, a oftalmologia é uma especialidade antiga. No Brasil, ela começou a dar passos rumo à regulamentação em 1922 com a criação da Sociedade Brasileira de Oftalmologia (SBO). Em 1930, foi determinado que quaisquer exames e prescrição de lentes ou óculos só pode ser feita por um oftalmologista. O ano de 1941 foi marcado pela fundação do Conselho Brasileiro de Oftalmologia (CBO). O Dia do Oftalmologista é celebrado todo 7 de Maio desde 1968, com o objetivo de celebrar este profissional. 
Segundo pesquisa realizada pela COI Oftalmologia, existem 20.455 oftalmologistas no Brasil. Ou seja, um profissional para cada 9.224 pessoas. A região Sudeste é a que possui maior proporção, com um para cada 7.257 habitantes. O estudo aponta que 47% dos brasileiros vão ao oftalmologista uma vez ao ano, enquanto 30% só marcam consultas oftalmológicas quando estão com algum problema na visão. 
As principais preocupações dos brasileiros que os fazem procurar oftalmologistas são:
1. Perda de visão: 79,4%;
2. Dores de cabeças: 38%;
3. Vermelhidão nos olhos: 46%;
4. Catarata: 24,1%;
5. Problemas de retina: 8,2%;
6. Inflamação nos olhos: 4,3%.

## Anomalias e doenças

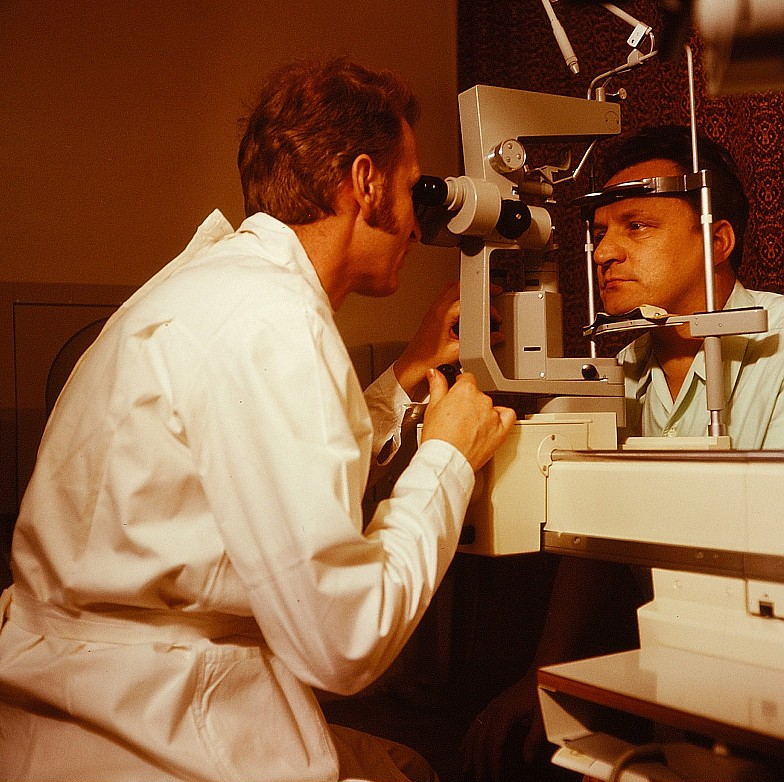
Um exame oftalmológico sendo realizado na lâmpada de fenda

- Anomalias na córnea
- Degeneração macular
- Descolamento de retina
- Distrofia de Fuchs
- Episclerite
- Esclerite
- Estrabismo
- Glaucoma
- Hifema
- Hipermetropia
- Hordéolo
- Miopia
- Neurite óptica
- Oclusões vasculares retinianas
- Pinguécula
- Presbiopia
- Pterígio
- Retinopatia diabética
- Traumatismo ocular
- Tumores oculares
- Uveíte